# Manuel Peña Rey
Manuel Peña Rey (San Jorge de Sacos, provincia de Pontevedra, 7 de junio de 1899 - Orense, 30 de abril de 1957) fue un médico y político español.

## Biografía
Estudió bachillerato en Pontevedra y se licenció en Medicina en la Universidad de Santiago de Compostela en 1915. Se especializó en ginecología y fue discípulo de Manuel Varela Radío. Se instaló en Orense en 1918, donde cuatro años después abrió el primer sanatorio de la provincia. 
Durante la Segunda República española, Peña Rey fue director del Hospital Provincial (1931-1934) y presidente del Colegio de Médicos. Militante galleguista, llegó a ser presidente del Partido Nazonalista Republicano de Ourense (PNRO). Hizo campaña por el Frente Popular en las elecciones de 1936, y ese mismo año volvió a dirigir el Hospital Provincial.
Tras el golpe de Estado del 18 de julio de 1936, se le destituyó en agosto junto con Vázquez de Parga. Fue encarcelado en Carballino y no fue liberado hasta ocho años después. En 1941 se abrió contra él un expediente de responsabilidades políticas. Uno de sus hijos, Manuel Peña-Rey Bouzas, fue un líder histórico del Partido Comunista de Galicia.